# Ulsan Munsu Football Stadium
O Munsu Cup Stadium (também conhecido como Big Crown Stadium ou Estádio Grande Coroa) é um estádio localizado na cidade industrial de Ulsan, na Coreia do Sul.
Inaugurado em 28 de Abril de 2001 com o amistoso entre Coreia do Sul e Brasil, com vitória coreana por 1 a 0, tem capacidade para 44 470 torcedores. Sediou jogos da Copa das Confederações de 2001 e da Copa do Mundo de 2002.
Atualmente é a casa do time de futebol da K-League Ulsan Hyundai Horang-i.

## Jogos da Copa das Confederações de 2001
- 1 de Junho: Grupo A -  Coreia do Sul 2 - 1  México

- 3 de Junho: Grupo A -  França 4 - 0  México

- 9 de Junho: Decisão de 3º Lugar -  Austrália 1 - 0  Brasil

## Jogos da Copa do Mundo de 2002
- 1 de Junho: Grupo A -  Uruguai 1 - 2  Dinamarca

- 3 de Junho: Grupo C -  Brasil 2 - 1  Turquia

- 21 de Junho: Quartas de Final  Alemanha 1 - 0  Estados Unidos